# Bokninuwad
Bokninuwad (Bokninwal), pleme Chukchansi Yokutsa iz skupine Tule-Kaweah Yokuts, koje je živjelo na Deer Creeku u Tulare, Kalifornija. Od njihovih sela poznato je po imenu K'eyau. Selo Hoin Tinliu možda je pripadalo plemenu Bankalachi a Uchiyingetau plemenu Yaudanchi.
Bokninuwadi su ugovorom iz 30 svibnja 1851. svoju zemlju prepustili SAD-u, nakon čega susmješteni na rezervat na Kings River.
Ostali nazivi: Go-ke-nim-nons, Po-ken-well, Po-ken-welle, Pokoninos, Po-kon-wel-lo 